# Costa de Garafía
Costa de Garafía este o arie protejată (arie specială de conservare — SAC, sit de importanță comunitară — SCI) din Spania întinsă pe o suprafață de 3.475,36 ha, integral marine.

## Localizare
Centrul sitului Costa de Garafía este situat la coordonatele 28°51′00″N 17°53′18″W / 28.8501°N 17.8883°V.

## Înființare
Situl Costa de Garafía a fost declarat sit de importanță comunitară în octombrie 1999 pentru a proteja 2 specii de animale. Situl a fost protejat și ca arie specială de conservare în septembrie 2011.

## Biodiversitate
Situată în ecoregiunile  și marină macaroneziană, aria protejată conține 3 habitate naturale: Bancuri de nisip acoperite în permanență slab de apă marină, Recifuri, Peșteri marine scufundate complet sau parțial.
La baza desemnării sitului se află mai multe specii protejate:
- mamifere (1): delfin mare (Tursiops truncatus)
- reptile (1): Caretta caretta

Pe lângă speciile protejate, pe teritoriul sitului au mai fost identificate 2 specii de plante, 9 specii de nevertebrate, 3 specii de pești.